# Macraspis catomelaena
Macraspis catomelaena är en skalbaggsart som beskrevs av Carl August Dohrn 1885. Macraspis catomelaena ingår i släktet Macraspis och familjen Rutelidae. Inga underarter finns listade i Catalogue of Life.